# 藤兵衛新田 (川口市)
藤兵衛新田（とうべえしんでん）は、埼玉県川口市の大字。郵便番号は333-0803。

## 地理
川口市北東部の戸塚地区の東端に位置する。町域の東端を綾瀬川が流れ、対岸には越谷市新川町や同七左町が隣接するほか、戸塚東や久左衛門新田、草加市新栄が隣接する。町内では戸塚東部特定土地区画整理事業が行われている。

## 歴史
- 1889年（明治22年）4月1日 - 町村制施行に伴い、戸塚村・西立野村・長蔵新田・久左衛門新田・藤兵衛新田が合併し、戸塚村大字藤兵衛新田となる。
- 1956年（昭和31年）4月1日 - 戸塚村・大門村・野田村が合併し、美園村が成立する。美園村の大字となる。
- 1962年（昭和37年）5月1日 - 美園村の南側（旧戸塚村と旧大門村の一部）が川口市に編入され、川口市の大字となる。

## 世帯数と人口
2015年（平成27年）3月1日現在の世帯数と人口は以下の通りである。
| 大字       | 世帯数  | 人口  |
| ---------- | ------- | ----- |
| 藤兵衛新田 | 322世帯 | 922人 |

## 小・中学校の学区
市立小・中学校に通う場合、学区（校区）は以下の通りとなる。
| 大字       | 番地 | 小学校                 | 中学校             |
| ---------- | ---- | ---------------------- | ------------------ |
| 藤兵衛新田 | 全域 | 川口市立戸塚綾瀬小学校 | 川口市立戸塚中学校 |

## 交通

### 鉄道
町域に鉄道は敷設されていない。最寄り駅は埼玉高速鉄道線戸塚安行駅、もしくはJR武蔵野線、埼玉高速鉄道線東川口駅となる。

### 道路
都市計画道路南浦和越谷線 - 北川口陸橋より戸塚環境センターに至る片側2車線の通り

### バス
国際興業バス東川01系統 ‐ 戸塚新田停留所、川口環境センター停留所

## 施設
- 川口市戸塚環境センター
- 川口市立戸塚綾瀬小学校
- 藤兵衛新田公園
- 大沼公園
- 正一位稲荷大明神

## 関連文献
- 「藤兵衛新田」『新編武蔵風土記稿』 巻ノ139足立郡ノ5、内務省地理局、1884年6月。NDLJP:763997/97。